# ギャラガ
『ギャラガ』 (GALAGA) は、ナムコ（現・バンダイナムコアミューズメント）が1981年9月に発売したアーケードゲーム。
宇宙での戦いをイメージした固定画面型のシューティングゲームである。同社のゲーム『ギャラクシアン』（1979年）の後継として登場。ゲームデザイナーは横山茂。現在はUGSFシリーズの一作として扱われる。同社として初のスコアランキング（1位～5位、初期ハイスコア=20000）とネームエントリー（アルファベット3文字）を採用。
タイトルの「ギャラガ」とは、「ギャラクシー」＋「蛾」の造語である。その名の通り、前作『ギャラクシアン』に比べ、敵キャラクターのデザインが蛾を連想させるものとなっている。
ファミリーコンピュータ等の家庭用ゲーム機や、電波新聞社により多くのパソコンにも移植された他、続編の『ギャラガ'88』（1987年）が発売されている。また、2007年3月にはTシャツブランドMARS16からオフィシャルのTシャツもリリースされた。
1981年登場以来、その人気は5年間も継続しており「『ギャラガ』ほど長く人々に愛されたシューティングゲームはないのではないか」との声もある。その人気どおり、前述のファミリーコンピュータ移植版も定番ゲームとして広く一般層に受け入れられた。

## ゲーム内容

### システム
自機（ファイター）を操り、各ステージに現れる40機の敵機（ギャラガ）を倒して行く。ステージ数の表示がされてから暫く経つと、画面外（上・左下・右下）から敵の編隊が画面内に飛来し所定の位置に整列する。この時点では敵は積極的な攻撃はして来ないが、ステージ数が進むと数発の攻撃弾を自機にめがけて放って来たり、数機の編隊の余剰敵が自機にめがけて体当たりをして来たりすることがある。
全ての編隊が画面内に入ってから少しすると、自機にやや近い側の敵から順に降下攻撃を仕掛けてくる。単機で攻撃を仕掛けて来る敵も有れば、ボス・ギャラガと共に編隊を組んで向かって来る敵、分裂を起こして3機編隊で向かって来る敵も有り、編隊で向かって来る敵は順番、連続で撃破すると多めのボーナスが貰えるようになっている。このボーナスのシステムは前作『ギャラクシアン』を受け継いでいる。
ボス・ギャラガと共に編隊を組んで向かって来る場合
護衛している敵機の数が多い時（最大2機）にボス・ギャラガを倒す。最後に倒す必要はない。
分裂を起こして3機編隊で向かって来る場合
3機とも取り逃がさず倒す。因みにこの3機編隊は最後の1機のみ、取り逃しても上段から復帰するので、それから倒しても有効。ただし、編隊キャラに変身している敵が画面上に居る時に自機がやられると、再整列の際に変身前の状態に戻ってしまい、ボーナスが獲得出来なくなってしまう。
また、敵機を倒した時の得点は待機時より降下攻撃中の方が点数が高くなっている。

### 自機パワーアップ
以下の方法により自機がパワーアップし、デュアル・ファイターとなることができる。デュアル・ファイターとは自機を2機並列に合体させた状態のもので、1回の攻撃で弾を2発同時に発射できるようになる。結果として攻撃範囲が広くなるが、当たり判定も大きくなる。
1. 単機で向かってきたボス・ギャラガが自機の少し上でトラクタービームを放ってきた時、自機がそれに接触すると、回転しながら吸い上げられ、一旦敵の捕虜となる。捕虜となった自機は赤色に変わる。
2. この後、捕虜となった自機を引き連れて再び攻撃して来たボス・ギャラガを倒すと、捕虜となった自機を取り返すことができ、デュアル・ファイターとなる[4]。

ただし、あくまで「攻撃中」にボス・ギャラガを倒さなければならず、待機中に倒してしまうと、捕虜となった自機は敵として、ギャラガと同じ動きで攻撃してくる。しかし、それを打ち落とさずに画面外に逃がすと、そのステージでは出て来なくなり、次のステージの最後に現れ、左から2番目のボス・ギャラガの真上に整列する。その後、改めてボス・ギャラガが連れて来るので、改めて奪還可能となる。
捕虜となった自機を撃ち落としてしまうと「救出失敗」であり、1000点は獲得できるものの、結果的に自機を1機失うことになる。
自機のストックがない状態でボス・ギャラガのトラクタービームに引っかかって捕虜にされてしまうと、ゲームオーバーになる。デュアル・ファイターの時はボス・ギャラガはトラクタービームを放って来ない。

### チャレンジングステージ
最初は2ステージをクリアした後、以降は3ステージをクリアする毎に「チャレンジングステージ」（ボーナスステージ）が出現する。これは様々な編隊飛行をする敵機を撃ち落として得点を稼ぐ内容であり、全部で8種類ある。このステージでは敵は飛び回るだけで全く攻撃せず、自機と当たる位置まで降下することもないので、チャレンジングステージでは自機を失うことはない。編隊飛行は各編隊8機ずつ5組あるが、2組目にはボス・ギャラガが含まれており、勿論2発撃ち込む必要がある。
チャレンジングステージのボーナスはパーフェクトを除き撃墜数×100点で、上手く全てを撃ち落としてパーフェクトを出すと、スペシャルボーナス10000点が得られる。他にも各編隊を全滅させた際にはボーナス点が入る。

### 命中率
- ゲームオーバーになると、発射ミサイル数、命中ミサイル数、命中率が表示される。ただし、これがスコア・ランキングに影響が出ることはない。
- ゲーム開始直後に出てくるザコを一発で2匹倒すことができる。その後、敵のミサイルのみに当たってゲームオーバーになると、命中率が200%になる。

### 得点・スコア
- ギャラガの1プレイヤー側のスコアは、10万の桁までしか表示されない為、100万点を超えるとスコアがゼロに戻る（ただし画面上部の「HIGH SCORE」欄には100万点を超える直前のスコアが残る）が、2プレイヤー側のスコアは100万点の桁が表示される。

またエブリエクステンド設定であっても、100万点を超えると自機が増えなくなる。
なお1000万点超までプレイしたプレイヤーも複数存在する。マイコソBASICマガジソ別冊 ALL ABOUT ベーマガＣＨＡＬＬＥＮＧＥ　ＨＩＧＨ　ＳＣＯＲＥ！

### ステージ数
- ステージのカウントは最大255面である。

ステージ255（チャレンジングステージ）をクリアすると、次はステージ0が始まり、開始後にギャラガが1匹だけ飛来してきて強制リセットが掛かったり、フリーズして、ゲームが続行できなくなる。（ランク設定によって挙動が異なる）
- DIPスイッチの設定がDランクの場合のみ、255ステージクリア後に始まるステージ0は、上記の挙動にならず通常ステージと同様に進行し、0ステージをクリアするとステージ1に戻るので、実力次第で延々と続けられる。

## 敵キャラクター
ザコハチの形をしている敵。派手には動かないものの、画面下で1回転する性質がある。通常のステージを中心に出現するが、ステージ3のチャレンジングステージ（一編隊全滅1000点）にも出現する。
ゴエイチョウ若しくはガの形をしている敵。左右に細かく動き、自機を狙ってくる。ボス・ギャラガと共に編隊を組んで攻撃してくることもある。なお、ザコ、ボス･ギャラガ、サソリ、ギャルボス以外は撃墜効果音はすべてゴエイと同じものである。通常のステージを中心に出現するが、ステージ7のチャレンジングステージ（一編隊全滅1000点）にも出現する。
ボス・ギャラガ
甲虫のような形態の敵。耐久力があり、2発撃ち込まなければ倒すことができない唯一のキャラ。自機がデュアル・ファイターでない時、トラクタービームを放って自機を捕らえようとすることがある。降下攻撃中のボスを破壊すると、敵が数秒間弾を撃ってこなくなる。通常のステージ及びすべてのチャレンジングステージに出現する。
サソリ（オガワムシ）
ステージ4〜6でザコかゴエイが変身して3機編隊となって降下してくる敵。縦一列に並んで向かってくる。3機倒すと1000点のボーナス。撃墜時の効果音はボス・ギャラガと同じ。ステージ15のチャレンジングステージ（一編隊全滅1500点）にも出現する。
ミドリ（エイ）
ステージ8〜10でザコかゴエイが変身して3機編隊となって降下してくる敵。横一列に並んで向かってくる。3機倒すと2000点のボーナス。ステージ23のチャレンジングステージ（一編隊全滅2000点）にも出現する。エイのような姿をしている。
ギャルボス
ステージ12〜14でザコかゴエイが変身して3機編隊となって降下してくる敵。分身が高速で体当たりしてくる。3機倒すと3000点のボーナス。撃墜したときの効果音はボス・ギャラガへのショット1発目ヒットと同じ。ステージ27のチャレンジングステージ（一編隊全滅3000点）にも出現する。前作『ギャラクシアン』からのゲストキャラ。なお、ステージ16からはサソリに戻って再び繰り返し順に出現する。
トンボ
ステージ11のチャレンジングステージ（一編隊全滅1500点）の敵。
モミジ
ステージ19のチャレンジングステージ（一編隊全滅2000点）の敵。軸に4枚のプロペラが付いた形態である。
エンタープライズ
ステージ31のチャレンジングステージ（一編隊全滅3000点）の敵。『スタートレック』のエンタープライズ号がモデル。以後のチャレンジングステージはザコに戻って再び同じ順序で出現するが、一編隊全滅のボーナス点が全て3000点になる。

## 移植版
神田商会によりおもちゃを指定商品に含む「ギャラガー」の商標（登録番号1258022）が1974年に申請、1977年に登録されていた。1982年発売のm5版の名称はギャラックスに変更され、1983年発売のPV-2000版では神田商会の登録商標マークがつけられてギャラガのままリリースされた。その後、登録番号1258022の「ギャラガー」の商標はバンダイナムコエンターテインメントに移転している。
※ 下記表における社名「バンナム」は、ナムコの家庭用ゲーム事業社名が後に「バンダイナムコゲームス」→「バンダイナムコエンターテインメント」に変わった事により略記したもの。 
| No. | タイトル                                                                                         | 発売日                                                     | 対応機種                                                          | 開発元                   | 発売元          | メディア                                           | 型式                                                                 | 売上本数 | 備考                                                            |
| --- | ------------------------------------------------------------------------------------------------ | ---------------------------------------------------------- | ----------------------------------------------------------------- | ------------------------ | --------------- | -------------------------------------------------- | -------------------------------------------------------------------- | -------- | --------------------------------------------------------------- |
| 1   | ギャラックス                                                                                     | 1982年                                                     | M5                                                                | ソード                   | ソード          | ロムカセット                                       | -                                                                    | -        | チャレンジングステージなどがカット                              |
| 2   | セガ・ギャラガ                                                                                   | 1983年                                                     | SG-1000                                                           | ナムコ                   | セガ            | ロムカセット                                       | G-1022                                                               | -        |                                                                 |
| 3   | ギャラガ                                                                                         | 1983年                                                     | PV-2000                                                           | カシオ                   | カシオ          | ロムカセット                                       | -                                                                    | -        |                                                                 |
| 4   | ギャラガ                                                                                         | 1984年5月30日                                              | MSX                                                               | ナムコ                   | ナムコ          | 128キロビットロムカセット                          | -                                                                    | -        |                                                                 |
| 5   | ギャラガ Galaga - Demons of Death Galaga                                                         | 1985年3月14日 1988年9月 1988年                             | ファミリーコンピュータ                                            | ナムコ                   | ナムコ          | 192キロビットロムカセット                          | NGG-4500 NES-AG-USA NES-AG-EEC                                       | -        |                                                                 |
| 6   | ギャラガ                                                                                         | 1985年4月                                                  | PC-9801                                                           | マイコンソフト           | 電波新聞社      | フロッピーディスク                                 | -                                                                    | -        |                                                                 |
| 7   | ギャラガ                                                                                         | 1985年7月                                                  | FM-7 MZ-1500                                                      | マイコンソフト           | 電波新聞社      | カセットテープ フロッピーディスク クイックディスク | -                                                                    | -        |                                                                 |
| 8   | ギャラガ                                                                                         | 1985年10月                                                 | X1                                                                | マイコンソフト           | 電波新聞社      | カセットテープ フロッピーディスク                  | -                                                                    | -        |                                                                 |
| 9   | Galaga                                                                                           | 1987年                                                     | Atari 7800                                                        | アタリ                   | アタリ          | ロムカセット                                       | CX7805                                                               | -        |                                                                 |
| 10  | ギャラガ                                                                                         | 1990年6月22日                                              | ディスクシステム                                                  | ナムコ                   | ナムコ          | ディスクカード片面                                 | NDS-GAG                                                              | -        |                                                                 |
| 11  | ギャラガ&ギャラクシアン Arcade Classic No. 3 - Galaga & Galaxian                                 | 1995年7月14日 1995年9月 1995年                             | ゲームボーイ                                                      | ナムコ                   | ナムコ Nintendo | ロムカセット                                       | DMG-AGCJ DMG-AGCE-USA DMG-AGCP-NOE                                   | -        | スーパーゲームボーイ対応                                        |
| 12  | ナムコミュージアム VOL.1                                                                         | 1995年11月22日 1996年7月31日 1996年8月17日                 | PlayStation                                                       | ナウプロダクション       | ナムコ          | CD-ROM                                             | SLPS-00107 SLUS-00215 SCES-00243                                     | -        | アーケード版の移植                                              |
| 13  | ナムコヒストリー VOL.4                                                                           | 1998年12月4日                                              | Windows                                                           | ナムコ                   | ナムコ          | CD-ROM                                             | -                                                                    | -        | アーケード版の移植                                              |
| 14  | Namco Museum 64                                                                                  | 1999年10月31日                                             | NINTENDO 64                                                       | Mass Media               | ナムコ          | ロムカセット                                       | NUS-NNME-USA                                                         | -        | アーケード版の移植                                              |
| 15  | Namco Museum                                                                                     | 2000年6月25日                                              | ドリームキャスト                                                  | Mass Media               | ナムコ          | GD-ROM                                             | T-1403N                                                              | -        | アーケード版の移植                                              |
| 16  | ギャラガ                                                                                         | 2001年6月11日                                              | iアプリ                                                           | ナムコ                   | ナムコ          | ダウンロード （アプリキャロット）                  | -                                                                    | -        |                                                                 |
| 17  | ナムコミュージアム                                                                               | 2001年6月10日 2001年12月7日                                | ゲームボーイアドバンス                                            | Mass Media               | ナムコ          | ロムカセット                                       | AGB-ANME-USA AGB-ANMJ-JPN AGB-ANMP-EUR                               | -        | アーケード版の移植                                              |
| 18  | Namco Museum                                                                                     | 2002年10月9日                                              | Xbox ゲームキューブ                                               | Mass Media               | ナムコ          | CD-ROM 8センチ光ディスク                           | DOL-GNME-USA                                                         | -        | アーケード版の移植                                              |
| 19  | ナムコミュージアム Namco Museum Battle Collection                                                | 2005年2月24日 2005年8月23日 2005年12月9日                  | PlayStation Portable                                              | ナムコ・テイルズスタジオ | ナムコ SCE      | UMD                                                | ULJS-00012 ULUS-10035 UCES-00116                                     | -        | アーケード版の移植                                              |
| 20  | Namco Museum: 50th Anniversary ナムコミュージアム アーケードHITS! Namco Museum: 50th Anniversary | 2005年8月30日 2006年1月26日 2006年3月31日                  | PlayStation 2 ゲームボーイアドバンス                              | Digital Eclipse          | ナムコ EA       | DVD-ROM ロムカセット                               | PS2; SLUS-21164 SLPS-25590 SLES-53957 GBA: AGB-B5NE-USA AGB-B5NP-EUR | -        | アーケード版の移植、日本ではPS2版のみ発売                       |
| 21  | Namco Museum: 50th Anniversary                                                                   | 2005年8月30日 2006年3月24日                                | Xbox                                                              | Digital Eclipse          | ナムコ EA       | DVD-ROM                                            | NMO-2201A-NM                                                         | -        | アーケード版の移植                                              |
| 22  | Namco Museum: 50th Anniversary                                                                   | 2005年8月30日 2006年5月5日                                 | ゲームキューブ                                                    | Digital Eclipse          | ナムコ EA       | 8センチ光ディスク                                  | DOL-G5NE-USA DOL-G5NP-EUR                                            | -        | アーケード版の移植                                              |
| 23  | Namco Museum: 50th Anniversary                                                                   | 2005年10月25日 2006年3月27日 2006年5月19日                 | Windows                                                           | Digital Eclipse          | ナムコ EA       | CD-ROM                                             | -                                                                    | -        | アーケード版の移植                                              |
| 24  | ギャラガ                                                                                         | 2006年3月7日                                               | BREW対応端末 （EZアプリ）                                         | ナムコ                   | ナムコ          | ダウンロード （ナムコEZゲームス）                  | -                                                                    | -        |                                                                 |
| 25  | ギャラガ                                                                                         | 2007年2月6日 2007年3月9日 2007年4月9日                     | Wii                                                               | ナムコ                   | バンナム        | ダウンロード （バーチャルコンソール）              | FBRJ FBRP FBRE                                                       | -        | ファミリーコンピュータ版の移植。 2019年1月31日 配信・販売終了。 |
| 26  | ナムコミュージアムDS                                                                             | 2007年9月18日 2007年10月11日 2008年2月22日                 | ニンテンドーDS                                                    | M2                       | バンナム        | DSカード                                           | NTR-YNME-USA NTR-YNMJ-JPN NTR-YNMP-EUR                               | -        | アーケード版の移植                                              |
| 27  | ナムコミュージアム バーチャルアーケード                                                          | 2008年11月4日 2009年5月15日 2009年6月3日 2009年11月5日     | Xbox 360                                                          | バンナム                 | バンナム        | ダウンロード (Xbox Live Arcade)                    | 21022                                                                | -        | アーケード版の移植                                              |
| 28  | ナムコミュージアム.comm Namco Museum Essentials                                                  | 2009年1月29日 2009年7月16日 2010年4月1日                   | PlayStation 3 (PlayStation Network)                               | バンナム                 | バンナム        | ダウンロード                                       | NPJB-00012 NPUB-30086 NPEB-00104                                     | -        | アーケード版の移植                                              |
| 29  | Galaga Remix                                                                                     | 2009年3月31日                                              | iPhone iPod touch (iOS)                                           | バンナム                 | バンナム        | ダウンロード                                       | 310662030                                                            | -        | アーケード版の移植                                              |
| 30  | ギャラガ                                                                                         | 2009年11月24日 2013年8月15日                               | Wii                                                               | バンナム                 | バンナム        | ダウンロード （バーチャルコンソールアーケード）    | -                                                                    | -        | アーケード版の移植。 2019年1月31日 配信・販売終了。             |
| 31  | パックマンパーティ                                                                               | 2010年11月16日 2010年11月26日 2010年12月2日 2010年12月16日 | Wii                                                               | バンナム                 | バンナム        | Wii用12センチ光ディスク                            | -                                                                    | -        | アーケード版の移植                                              |
| 32  | Namco Museum Remix                                                                               | 2010年11月26日                                             | Wii                                                               | トーセ                   | バンナム        | Wii用12センチ光ディスク                            | -                                                                    | -        | アーケード版の移植                                              |
| 33  | Galaga 30th Collection                                                                           | 2011年7月3日                                               | iPhone iPod touch (iOS)                                           | バンナム                 | バンナム        | ダウンロード                                       | 413616338                                                            | -        |                                                                 |
| 34  | パックマン&ギャラガ ディメンションズ                                                             | 2011年6月23日 2011年7月26日 2011年8月25日 2011年8月26日    | ニンテンドー3DS                                                   | バンナム                 | バンナム        | 3DSカード                                          | CTR-APGJ-JPN CTR-APGE-USA CTR-APGP-AUS CTR-APGP-EUR                  | -        | アーケード版の移植                                              |
| 35  | NAMCO ARCADE                                                                                     | INT 2012年1月26日                                          | iPhone iPod touch (iOS)                                           | バンナム                 | バンナム        | ダウンロード                                       | 465606050                                                            | -        | アーケード版の移植                                              |
| 36  | ギャラガ                                                                                         | 2013年5月22日                                              | ニンテンドー3DS                                                   | バンナム                 | バンナム        | ダウンロード （バーチャルコンソール）              | TCUJ                                                                 | -        | ファミリーコンピュータ版の移植                                  |
| 37  | ギャラガ                                                                                         | 2013年7月24日 2013年8月8日 2013年8月15日                   | Wii U                                                             | バンナム                 | バンナム        | ダウンロード （バーチャルコンソール）              | FA6J FA6P FA6E                                                       | -        | ファミリーコンピュータ版の移植                                  |
| 38  | NAMCO ARCADE                                                                                     | INT 2015年6月9日                                           | Android                                                           | バンナム                 | バンナム        | ダウンロード                                       | FA6J FA6P FA6E                                                       | -        | アーケード版の移植                                              |
| 39  | ギャラガ                                                                                         | INT 2016年4月20日                                          | PlayStation 4 (PlayStation Network) Xbox One (XBOX Store)         | バンナム                 | バンナム        | ダウンロード （アーケードゲームシリーズ）          | PS4: CUSA-03668 CUSA-03956 CUSA-03865                                | -        | アーケード版の移植                                              |
| 40  | ナムコットコレクション                                                                           | 2020年6月18日                                              | Nintendo Switch                                                   | B.B.スタジオ M2          | バンナム        | Switch専用ゲームカード ダウンロード                |                                                                      | -        | ファミリーコンピュータ版の移植                                  |
| 41  | NAMCO MUSEUM ARCHIVES Vol.2                                                                      | INT 2020年6月18日                                          | Nintendo Switch（日本国外） PlayStation 4 Xbox One Windows(Steam) | B.B.スタジオ M2          | バンナム        | ダウンロード                                       | -                                                                    | -        | NES版を収録                                                     |
| 42  | ギャラガ                                                                                         | 2023年1月5日                                               | PlayStation 4 Nintendo Switch                                     | ナムコ                   | ハムスター      | ダウンロード (アーケードアーカイブス)              | -                                                                    | -        | アーケード版の移植 初期バージョン、最終バージョンを収録         |

ゲームボーイ版『ギャラガ&ギャラクシアン』
過去に他機種用に発売された二つの作品を、一本のソフトに収録した。
iPhone/iPod touch版
『Galaga REMIX』のタイトルで発売。『ナムコカーニバル』収録ゲームとは関係なく、オリジナル版とアレンジ版（PSP版の移植）を収録。タッチパネル（ボタンまたはスライド）、加速度センサーによる操作に対応。
Xbox Live Arcade版
Xbox OneのXbox 360後方互換に対応しており、既にXbox Live Arcade版を購入していれば、無料でXbox One上で遊ぶことができる。
アーケードアーカイブス版
アーケードアーカイブスの1作品としてPlayStation 4とNintendo Switchにて配信。初期バージョンと最終バージョンを収録。「こだわり設定」にて起動画面の表示、ゲームスピードの調整、ステージ255をクリア後のステージ0をスキップする、難易度の変更、1P側のスコア表記を1000万の位まで表示させる、といった事の設定が可能。
その他
X Window System向けのクローンであるXGalagaが存在する。ソースコードも含め、GPLで提供されている。

## 開発
『ギャラクシアン』とその基板を流用した『キング&バルーン』がまだ多くのゲームセンターで稼働する中、ナムコ社内では『ギャラクシアン』のイメージを持った「スペースもの」の企画が挙がった。横山は後年のインタビューの中で、具体的な作品名の指定はなかったものの、他社が『ギャラクシアン』と似たような作品を作っている間、自分達は『パックマン』や『ラリーX』といったドットイートを作ってきたため、営業からの後押しも受けて引き受けたと話している。
『ギャラクシアン』の基板を流用する前提で試作が始まった矢先、ハードウェアの責任者である石村繁一から新たな基板を作ろうという話がプロデューサーの横山茂の元に寄せられ、企画の見直しへとつながり、『ギャラガ』誕生のきっかけとなった。
最初の試作の段階では画面上の敵が『ギャラクシアン』とは異なる飛び方をすることが決まっていたものの、試遊した横山は同作の二番煎じのようでインパクトに欠けると感じていた。そこで彼は敵の攻撃方法を違うものにしようと考え、ある映画をヒントに相手を捕らえるトラクタービームを導入することを思いついた。当初トラクタービームから解放された捕虜を残機として戻すことも考えたが、それではエクステンドと変わらないということで、デュアルファイターの採用に至った。
『パックマン』のコーヒーブレイクや『ラリーX』のチャレンジングステージのように、横山が何か演出が欲しいと思っていたがいい案が浮かばなかった。その矢先、画面上の敵が何もせずに揃ってその場を去ってしまうバグが出る様子を見たプログラマーの小川徹から呼び出され、何かに使えないかと相談を持ち掛けられる。敵を下から撃つ面白さに気づいた横山はこれをチャレンジングステージとして採用した。作り込みを進める中で、横山は長く親しんでもらいたいという想いから、チャレンジングステージの数を追加した。
グラフィックデザインを手掛けた小野浩は、『ディグダグ』や『ボスコニアン』と並行して開発を進めていたこともあったと2016年の鴫原盛之とのインタビューの中で語っている。とりわけ『ボスコニアン』とは宇宙というテーマが共通していたため、どうしてもデザインが似てしまっていた。そのため、本作では機体をシャープなデザインにして、『ボスコニアン』と差をつける試みが行われた。

### ロケーションテスト
ナムコ社内での評判は良かったものの、ロケーションテストではあまりのインカムの悪さにドキッとしたと横山は後年のインタビューの中で振り返っている。これは、本作の平均プレイ時間が7，8分だったことに由来しており、横山はそのことを指摘されたが、長く遊べるしインカムが下がらないのでこのままにさせてくれと説得したと語っている。

## スタッフ
アーケード版
- 企画：横山茂
- ハードウェア、プログラム：小川徹
- サウンド：大野木宜幸
- 筐体設計：大杉章
- グラフィックデザイン：小野浩

MSX版
- プログラム：大森田不可止

## 反響
他の人気作品同様、本作にも多くのコピー版も登場した。名前も様々なものがあり、例えば『GALLAG（ギャラッグ）』『ギャンダ』『NEBULOUS BEE（ネブラスビー:星雲蜂）』等。更に『GATS BEE（ギャッツビー）』はゲーム内容そのものにもアレンジを加えており、自機の8方向移動を可能にした他、チャレンジングステージの編隊飛行パターンも変更している。21世紀になってもコピー基板が作られているという稀有なタイトルである（JAMMAハーネス対応）。ギャラガ全体の設置数が多かったため、今でも設置されている場所が見つかることがある。また、ダイソーのコンピューターゲームの中にかなり酷似したゲームがある。

## 評価

### アーケード版
1998年に刊行されたゲーメストムック『ザ・ベストゲーム2』では、「固定画面で自機が左右にしか移動できないことや、画面上に編隊を組んでいる敵を全滅させると面クリアとなるルールなどは『ギャラクシアン』からの流れであり、そのシンプルなゲーム性に新フューチャー〔ママ〕を無理なく組み込んだのがこの『ギャラガ』である」、「一番大きな特徴としては、ボス的キャラクターが放つ『トラクタービーム』がある」、「デュアルファイターこそが自機パワーアップの起源とも言えるのではないだろうか」と紹介されている。

### ファミリーコンピュータ版
『ファミリーコンピュータMagazine』の1991年5月10日号特別付録の「ファミコンロムカセット オールカタログ」では、「『ギャラクシアン』を発展させたシューティングゲームの秀作」、「（デュアルファイターは）近頃のハデなパワーアップと異なり、合体した分、敵弾にあたりやすいというハンデを背負っているのが非常にシブイ」、「今でも十分に楽しめる内容を持っており、機会があればプレイしてもらいたい」と紹介されている。

## 関連作品

### 続編・リメイク
ギャラクシアン
本作の前編。
ギャプラス
本作の続編。敵ではなく自機がトラクタービームを撃てる逆転の発想。海外でのタイトルは『GALAGA 3』。
ギャラガ'88
ギャプラスの続編。デュアルファイターだけでなくトリプルファイターにもなれる。チャレンジングステージは「THAT'S GALACTIC DANCIN'」と題したものになっており、専用のBGMに合わせてギャラガが踊るような動きをする。
コズモギャング・ザ・ビデオ
シリーズ名を冠してはいないが、固定画面型シューティングゲームとして本作の影響下にある作品。（参考記載）
ギャラガ・アレンジメント
同じタイトルを冠した作品が以下二つ存在するが、内容はそれぞれ異なる。どちらもギャラガのリメイク作品となっている。
- 1995年に登場したアーケード『ナムコクラシックコレクション VOL.1』に収録されているものはギャプラスやギャラガ'88などのシリーズのキャラも登場し、デュアルファイターの種類も増えてさらに複数になった。最終ボスや倒すことで見られるエンディングの存在、タイムアタック要素の追加、二人同士での協力プレイも可能など、原作の基本部分を踏襲しつつゲーム性の幅を広げている。
- PlayStation Portable版『ナムコミュージアム』に収録されているものは1つのワールドに5つのエリアが組み込まれている構成で、パワーアップや敵の数がかなり多い（デュアル及びトリプルはなし）。iPhone版やXbox 360版『ナムコミュージアム バーチャルアーケード』にもPSPと同じアレンジ版が収録されている。

ギャラガ REMIX
2007年12月6日発売の『みんなで遊ぼう!ナムコカーニバル』（Wii）に収録。レール上を移動するパックマンをギャラガから守るFPS。4人までの同時プレイが可能。
ギャラガレギオンズ
ギャラガのリメイク作品として、2008年8月20日にXbox Live Arcade（Xbox 360）にて販売開始（要800マイクロソフトポイント）。レギオンの名の通り、大量の敵機による編隊飛行が特徴。敵機の飛行ルートを線で描写したりと、音楽や光表現で陶酔感を生み出す仕様となっている。『ナムコミュージアム バーチャルアーケード』『パックマン&ギャラガ ディメンションズ』にも収録。
ギャラガ 3Dインパクト
2011年6月23日発売の『パックマン&ギャラガ ディメンションズ』（ニンテンドー3DS）に収録。3DSのモーションセンサーとジャイロセンサーの機能を使い、3DSを持って動かすことで照準をつけるという3D立体視のFPS。
スペース☆ギャラガ
2014年より主にスマートフォン向けのアプリゲームとして配信。同年に放送を開始する連続テレビアニメーション作品『スペース☆ダンディ』とギャラガのコラボーレーション作品と位置づけられており、ギャラガをベースとしつつクエスト形式のステージや対戦要素など様々な新機軸を盛り込んでいる。
後に『スーパースペース☆ギャラガ』と改題されリニューアル、現在は配信終了。
ギャラガウォーズ
シリーズ35周年として2016年11月3日よりスマートフォン向けのアプリゲームとして配信。
アイテムによる一定時間攻撃力アップや合体によるパワーアップなどの要素があり、ゲーム内でコインを集め装備を強化する事も可能。
ゲーム内で集めた勲章、もしくは課金でファイター（ギャラガ）以外の新たな機体を解放出来る。
追加機体はFX-01ジオソード（スターブレード）、ソルバルウ（ゼビウス）、パックスター（パックマン）、ギャラクシップ（ギャラクシアン）、レッドバロン（スカイキッド）、大コスモの王子（塊魂）、ブレストファイター（ギャラガ'88）。
大量破壊VRシューティング ギャラガフィーバー
2018年3月9日よりVR ZONE SHINJUKU（閉店後はMAZARIAで継続）で稼働のVRアクティビティ。

### その他
- 『ウォー・ゲーム』（1983年） - アメリカ映画。主人公がゲームアーケードでギャラガのチャレンジングステージをプレイする様子が映る。結果は敵機を何機か撃ち漏らし、パーフェクトならず。
- 『スターラスター』（1985年）の続編『スターイクシオン』（1999年）では、ギャラガが敵キャラとして登場。
- 同社の格闘ゲーム、PS版『鉄拳』（1995年）には、ゲーム起動時のローディング中限定でギャラガのチャレンジングステージが収録されており、ローディング中に遊ぶことが可能。なお、これを一定条件でクリアすることによって本編のある隠し要素も解禁される。
- 同社のガンシューティングゲーム『ガンバァール』（1998年）にて、本作のチャレンジングステージを再現したステージが収録されており、敵キャラのギャラガ達も客演として出演。このステージでギャラガを全て撃破すると、画面に赤い文字で“PERFECT!”と表示され､原作と同じ音楽が鳴る。
- シューティングミニゲーム集『てんこもりシューティング』（1998年）に本作のチャレンジングステージをモチーフにした面が登場する。規定数の敵を撃ち落とすミッションとなっており、1人プレイではデュアルファイターを、2人同時プレイではそれぞれのシングルファイターを操作することになっている。
- 映画『アベンジャーズ』（2012年）での1シーンには、飛行空母の指令室内で、乗組員の1人が『ギャラガ』で遊んでいるシーンがある。トニー・スターク役のロバート・ダウニー・Jrが、「そこ、ギャラガやってるだろ?」と指摘するセリフもある。尚、このシーンに使われた『ギャラガ』は、映像はMSX版で音はファミコン版という構成になっている。
- 任天堂と共同開発の同社のレースゲーム『マリオカート アーケードグランプリDX』（2013年）にボス・ギャラガがアイテムとして登場。前に発射してトラクタービームで敵を捕獲する特殊系アイテム。
- 任天堂のゲーム『大乱闘スマッシュブラザーズ for Nintendo 3DS / Wii U』（2014年）にボス・ギャラガがアイテムとして登場。ファイターを捕獲して上空に連れ去り、場外ミスにさせようとうする。
- 『ピクセル』（2015年） - アメリカ映画。地球外生命体に向けて送った地球のメッセージを、宣戦布告と誤認した異星人が地球に飛来し攻撃を行う。その際、地球側がメッセージに同梱したコンピューターゲーム（『パックマン』、『ドンキーコング』など）のキャラクターを模した兵器のひとつに、「ギャラガ（1981年リリースの初期版）」が含まれている。
- 韓国SBSで放送されたアニメ『ハロージャドゥ』(2011年 - 2016年、原題:안녕 자두야)の第1シーズンの第23話「ゲーム中毒」で、ゲームイントロのBGMや敵の飛来時、トラクタービームなどのSEが使用されている。